# Calificări în Liga Campionilor EHF Feminin 2017-2018
Acest articol descrie calificările în Liga Campionilor EHF Feminin 2017-2018.

## Tragerea la sorți
8 echipe au luat parte la barajele de calificare. Ele au fost trase la sorți în două grupe de câte patru echipe, unde au jucat o semifinală și o finală sau un meci pentru locurile 3-4. Cele două echipe câștigătoare ale barajelor de calificare s-au calificat în grupele preliminare ale Ligii Campionilor. Tragerea la sorți a avut loc pe 29 iunie 2017, în Viena, Austria. Meciurile s-au desfășurat între 9 și 10 septembrie 2017. Câștigătoarele barajelor de calificare au fost Vipers Kristiansand și Thüringer HC.

### Distribuția în urnele valorice
Distribuția în urnele valorice a fost anunțată pe 27 iunie 2017.
| Urna 1                           | Urna a 2-a                    | Urna a 3-a                                 | Urna a 4-a                   |
| -------------------------------- | ----------------------------- | ------------------------------------------ | ---------------------------- |
| Vipers Kristiansand Thüringer HC | H 65 Höör Podravka Koprivnica | Hypo Niederösterreich Kastamonu Belediyesi | HC Gomel CB Atlético Guardés |

## Turneul 1 de calificare
Turneul 1 de calificare s-a desfășurat la Kristiansand, în Norvegia, între 9 și 10 septembrie 2017.
|  | Semifinalele      | Semifinalele      |    |                    | Finala             | Finala |  |
|  |                   |                   |    |                    |                    |        |  |
|  | 9 septembrie 2017 |                   |    |                    |                    |        |  |
|  | Vipers            | 43                |    |                    |                    |        |  |
|  | HC Gomel          | 19                |    |                    |                    |        |  |
|  |                   |                   |    |                    |                    |        |  |
|  |                   |                   |    |                    | 10 septembrie 2017 |        |  |
|  |                   |                   |    |                    | Vipers             | 42     |  |
|  |                   | RK Podravka       | 14 |                    |                    |        |  |
|  |                   |                   |    |                    |                    |        |  |
|  |                   |                   |    |                    |                    |        |  |
|  |                   |                   |    |                    | Locurile 3-4       |        |  |
|  | 9 septembrie 2017 | 9 septembrie 2017 |    | 10 septembrie 2017 | 10 septembrie 2017 |        |  |
|  | RK Podravka       | 21                |    | HC Gomel           | 29                 |        |  |
|  | Kastamonu Bld     | 17                |    |                    | Kastamonu Bld      | 28     |  |

### Semifinalele
| 9 septembrie 2016 18:00 | Vipers Kristiansand | 43 - 19 | HC Gomel | Aquarama, Kristiansand Asistență: 1358 Arbitri: Brehmer, Skowronek |
| 9 septembrie 2016 18:00 | Sulland 8           | (27-10) | Agbaba 5 | Aquarama, Kristiansand Asistență: 1358 Arbitri: Brehmer, Skowronek |
| 9 septembrie 2016 18:00 | 6× 3× 1×            | Cronica | 4× 2×    | Aquarama, Kristiansand Asistență: 1358 Arbitri: Brehmer, Skowronek |

| 9 septembrie 2016 20:30 | RK Podravka | 21 - 17 | Kastamonu Belediyesi | Aquarama, Kristiansand Asistență: 170 Arbitri: Kijauskaitė, Žalienė |
| 9 septembrie 2016 20:30 | Nemaškalo 7 | (11-11) | Elez 9               | Aquarama, Kristiansand Asistență: 170 Arbitri: Kijauskaitė, Žalienė |
| 9 septembrie 2016 20:30 | 3×          | Cronica | 3× 2×                | Aquarama, Kristiansand Asistență: 170 Arbitri: Kijauskaitė, Žalienė |

### Finala mică
| 10 septembrie 2016 17:00 | HC Gomel             | 29 - 28 | Kastamonu Belediyesi       | Aquarama, Kristiansand Asistență: 222 Arbitri: Brehmer, Skowronek |
| 10 septembrie 2016 17:00 | Ahramenka, Țîrîbka 5 | (13-13) | Aydın, Muratović, Yılmaz 5 | Aquarama, Kristiansand Asistență: 222 Arbitri: Brehmer, Skowronek |
| 10 septembrie 2016 17:00 | 4× 3×                | Cronica | 4× 3×                      | Aquarama, Kristiansand Asistență: 222 Arbitri: Brehmer, Skowronek |

### Finala
| 10 septembrie 2016 19:30 | Vipers Kristiansand | 42 - 14 | RK Podravka        | Aquarama, Kristiansand Asistență: 1648 Arbitri: Kijauskaitė, Žalienė |
| 10 septembrie 2016 19:30 | Larsen Aune 8       | (22-6)  | Džono, Nemaškalo 3 | Aquarama, Kristiansand Asistență: 1648 Arbitri: Kijauskaitė, Žalienė |
| 10 septembrie 2016 19:30 | 1× 2×               | Cronica | 6× 1×              | Aquarama, Kristiansand Asistență: 1648 Arbitri: Kijauskaitė, Žalienė |

## Turneul 2 de calificare
Turneul 2 de calificare s-a desfășurat la Nordhausen, în Germania, între 9 și 10 septembrie 2017.
|  | Semifinalele      | Semifinalele      |    |                    | Finala             | Finala |  |
|  |                   |                   |    |                    |                    |        |  |
|  | 9 septembrie 2017 |                   |    |                    |                    |        |  |
|  | Thüringer HC      | 31                |    |                    |                    |        |  |
|  | CB Atlético       | 21                |    |                    |                    |        |  |
|  |                   |                   |    |                    |                    |        |  |
|  |                   |                   |    |                    | 10 septembrie 2017 |        |  |
|  |                   |                   |    |                    | Thüringer HC       | 33     |  |
|  |                   | H 65 Höör         | 24 |                    |                    |        |  |
|  |                   |                   |    |                    |                    |        |  |
|  |                   |                   |    |                    |                    |        |  |
|  |                   |                   |    |                    | Locurile 3-4       |        |  |
|  | 9 septembrie 2017 | 9 septembrie 2017 |    | 10 septembrie 2017 | 10 septembrie 2017 |        |  |
|  | H 65 Höör         | 32                |    | CB Atlético        | 27                 |        |  |
|  | Hypo NÖ           | 19                |    |                    | Hypo NÖ            | 29     |  |

### Semifinalele
| 9 septembrie 2016 15:00 | Thüringer HC | 31 - 21 | CB Atlético Guardés | Wiedigsburghalle, Nordhausen Asistență: 1023 Arbitri: Mitrevski, Todorovski |
| 9 septembrie 2016 15:00 | Jakubisová 6 | (13-9)  | Egozkue Extremado 6 | Wiedigsburghalle, Nordhausen Asistență: 1023 Arbitri: Mitrevski, Todorovski |
| 9 septembrie 2016 15:00 | 4× 3×        | Cronica | 3×                  | Wiedigsburghalle, Nordhausen Asistență: 1023 Arbitri: Mitrevski, Todorovski |

| 9 septembrie 2016 17:30 | H 65 Höör   | 32 - 19 | Hypo Niederösterreich | Wiedigsburghalle, Nordhausen Asistență: 1023 Arbitri: Marić, Mašić |
| 9 septembrie 2016 17:30 | Lindqvist 7 | (14-12) | Topić 5               | Wiedigsburghalle, Nordhausen Asistență: 1023 Arbitri: Marić, Mašić |
| 9 septembrie 2016 17:30 | 3×          | Cronica | 1× 2×                 | Wiedigsburghalle, Nordhausen Asistență: 1023 Arbitri: Marić, Mašić |

### Finala mică
| 10 septembrie 2016 13:30 | CB Atlético Guardés | 27 - 29 | Hypo Niederösterreich | Wiedigsburghalle, Nordhausen Asistență: 700 Arbitri: Mitrevski, Todorovski |
| 10 septembrie 2016 13:30 | Egozkue Extremado 7 | (11-11) | Kiss 9                | Wiedigsburghalle, Nordhausen Asistență: 700 Arbitri: Mitrevski, Todorovski |
| 10 septembrie 2016 13:30 | 5× 3×               | Cronica | 6× 3×                 | Wiedigsburghalle, Nordhausen Asistență: 700 Arbitri: Mitrevski, Todorovski |

### Finala
| 10 septembrie 2016 16:00 | Thüringer HC | 33 - 24 | H 65 Höör | Wiedigsburghalle, Nordhausen Asistență: 1300 Arbitri: Marić, Mašić |
| 10 septembrie 2016 16:00 | Jakubisová 8 | (16-9)  | Bardis 5  | Wiedigsburghalle, Nordhausen Asistență: 1300 Arbitri: Marić, Mašić |
| 10 septembrie 2016 16:00 | 3×           | Cronica | 7× 2×     | Wiedigsburghalle, Nordhausen Asistență: 1300 Arbitri: Marić, Mašić |